# Bassano (Alberta)
Bassano ist eine Kleinstadt (offiziell: Town of Bassano) in Alberta, Kanada, im County of Newell. Sie liegt am Trans-Canada Highway und an der Canadian Pacific Railway. Südlich von Bassano befindet sich der Bassado Dam, der der Trinkwasserversorgung der umliegenden Gemeinden und der Feldbewässerung dient.
Bekannte Persönlichkeiten aus Bassano sind unter anderem der Fernsehschauspieler Jim Henshaw, der kanadische Sportreporter Mike Toth und der ehemalige Dekan der Harvard Medical School Joseph B. Martin.

## Demografie
Der auf 792 m Höhe gelegene Ort hatte laut der Zensus im Jahr 2016 eine Bevölkerungszahl von 1.206 Einwohnern, nachdem der Zensus im Jahr 2011 für die Gemeinde noch eine Bevölkerungszahl von 1.282 Einwohnern ergab. Die Bevölkerung hat dabei im Vergleich zum letzten Zensus im Jahr 2011 um 5,9 % deutlich abgenommen, während der Provinzdurchschnitt eine Bevölkerungszunahme von 11,6 % ergab. Bereits im Zensuszeitraum 2006 bis 2011 hatte die Einwohnerzahl in der Gemeinde um 4,7 % abgenommen, während sie im Provinzdurchschnitt um 10,8 % zunahm.

## Söhne und Töchter der Stadt
- Brian Maloney (* 1978), kanadischer Eishockeyspieler